# Roler Ferrufino
Roler Ferrufino Arauz, noto semplicemente come Roler Ferrufino (La Paz, 10 ottobre 2000), è un calciatore boliviano, attaccante del San José.

## Carriera

### Club
Ha giocato nella prima divisione boliviana.

### Nazionale
Con la nazionale Under-20 boliviana ha preso parte al campionato sudamericano 2019.

## Statistiche
Statistiche aggiornate al 25 gennaio 2019.

### Cronologia presenze e reti in nazionale
| Cronologia completa delle presenze e delle reti in nazionale ― Bolivia under 20 | Cronologia completa delle presenze e delle reti in nazionale ― Bolivia under 20 | Cronologia completa delle presenze e delle reti in nazionale ― Bolivia under 20 | Cronologia completa delle presenze e delle reti in nazionale ― Bolivia under 20 | Cronologia completa delle presenze e delle reti in nazionale ― Bolivia under 20 | Cronologia completa delle presenze e delle reti in nazionale ― Bolivia under 20 | Cronologia completa delle presenze e delle reti in nazionale ― Bolivia under 20 | Cronologia completa delle presenze e delle reti in nazionale ― Bolivia under 20 |
| Data                                                                            | Città                                                                           | In casa                                                                         | Risultato                                                                       | Ospiti                                                                          | Competizione                                                                    | Reti                                                                            | Note                                                                            |
| ------------------------------------------------------------------------------- | ------------------------------------------------------------------------------- | ------------------------------------------------------------------------------- | ------------------------------------------------------------------------------- | ------------------------------------------------------------------------------- | ------------------------------------------------------------------------------- | ------------------------------------------------------------------------------- | ------------------------------------------------------------------------------- |
| 17-1-2019                                                                       | Rancagua                                                                        | Cile under 20                                                                   | 1 – 1                                                                           | Bolivia under 20                                                                | Sudamericano Sub-20 2019 - 1º turno                                             | -                                                                               | 65’                                                                             |
| 21-1-2019                                                                       | Rancagua                                                                        | Colombia under 20                                                               | 1 – 0                                                                           | Bolivia under 20                                                                | Sudamericano Sub-20 2019 - 1º turno                                             | -                                                                               |                                                                                 |
| 23-1-2019                                                                       | Rancagua                                                                        | Bolivia under 20                                                                | 0 – 1                                                                           | Venezuela under 20                                                              | Sudamericano Sub-20 2019 - 1º turno                                             | -                                                                               | 74’                                                                             |
| 25-1-2019                                                                       | Rancagua                                                                        | Brasile under 20                                                                | 1 – 0                                                                           | Bolivia under 20                                                                | Sudamericano Sub-20 2019 - 1º turno                                             | -                                                                               | 67’                                                                             |
| Totale                                                                          |                                                                                 | Presenze                                                                        | 4                                                                               |                                                                                 | Reti                                                                            | 0                                                                               |                                                                                 |